# ريان كونولي
ريان كونولي (بالإنجليزية: Ryan Connolly)‏ (13 يناير 1992 في جمهورية أيرلندا - ) هو لاعب كرة قدم أيرلندي في مركز الوسط. شارك مع منتخب جمهورية أيرلندا تحت 17 سنة لكرة القدم. أما مع النوادي، فقد لعب مع ديربي كاونتي ونادي سليغو روفرز ولونغفورد تاون ‏ ونادي غالواي ‏ ونادي آير يونايتد.

## وصلات خارجية
- ريان كونولي على موقع قاعدة بيانات كرة القدم.إي يو (الإنجليزية)
- ريان كونولي على موقع Soccerbase.com (لاعب) (الإنجليزية)